# Gouvernement Aleppo
Aleppo (arabisch حلب, Ḥalab) ist ein syrisches Gouvernement (محافظة, muḥāfaẓa) im Nordwesten des Landes an der Grenze zur Türkei. Im Nordosten der Provinz fließt der Euphrat.
Die größte Stadt ist Aleppo. Daneben gibt es noch die Städte Al-Bab, Dscharabulus, Afrin, A'zāz, Ain al-Arab und Manbidsch. Die Provinz ist 18.500 km² groß und hat etwa 3,1 Mio. Einwohner (2005). Araber und Kurden machen einen Großteil der Bevölkerung aus. Die kurdische Bevölkerung lebt größtenteils an der Grenze zur Türkei.

## Distrikte
Das Gouvernement ist in elf Distrikte (Mintaqah) unterteilt:
| Distrikt                 | Orte (Hauptort in fett)                                                |
| ------------------------ | ---------------------------------------------------------------------- |
| Distrikt Afrin           | Afrin, Bulbul, Dschindires, Maabatli, Rajo, Scharran, Schaich al-Hadid |
| Distrikt Ain al-Arab     | Ain al-Arab, al-Jalabiya, Sarrin, Schuyuch Tahtani                     |
| Distrikt Aleppo          | Aleppo                                                                 |
| Distrikt Atarib          | Atarib, Ibbin Samaan, Urum al-Kubra                                    |
| Distrikt A'zāz           | Achtarin, Aʿzāz, Dabiq, Mare', Nubl, Sawran, Tall Rifaat, az-Zahra’    |
| Distrikt al-Bab          | Arima, al-Bab, ar-Raʿi, Tedef                                          |
| Distrikt Dair Hafir      | Dair Hafir, Kuwayris Scharqi, Rasm Harmil al-Imam                      |
| Distrikt Dschabal Semʻān | Darat Izza, al-Hader, Huraytan, Tell al-Daman, Zammar, al-Zirbah       |
| Distrikt Dscharabulus    | Dscharabulus, Ghandoura                                                |
| Distrikt Manbidsch       | Abu Kahf, Abu Qilqil, al-Chafsah, Manbidsch, Maskanah                  |
| Distrikt Sfireh          | Banan, Chanasir, al-Hadschib, Sfireh, Tell Arn                         |

Die Stadt Aleppo nimmt eine Sonderstellung ein, da sie sowohl einen eigenen Distrikt bildet, als auch Verwaltungszentrum von Dschabal Semʻān ist.